# Židovský hřbitov v Neveklově
Židovský hřbitov v Neveklově se nachází asi 900 metrů jižně od centra města Neveklov v okrese Benešov při silnici do Kosovy Hory. Jeho vznik se datuje před rokem 1689 (z tohoto roku pochází první písemná zmínka) a později v roce 1755 byl rozšířen. Rozkládá se na celkové ploše 1999 m2 a čítá na 230 náhrobků, z nichž nejstarší dochované pochází z let 1754/1755. Během 19. století byla dobudována jednoduchá klasicistní márnice, na jejímž štítě je umístěn nápis „Z prachu v prach“. Hřbitov je ohraničen vysokou kamennou zdí a je uzamčen.
Je chráněn jako kulturní památka České republiky.